# Tatankacephalus
Tatankacephalus – rodzaj dinozaura ptasiomiednicznego z grupy Ankylosauria żyjącego w późnej kredzie na terenach Ameryki Północnej. Jego skamieniałości odnaleziono w datowanych na późny apt-wczesny alb osadach formacji Cloverly w centralnej Montanie. Jest jedynym oprócz Sauropelta edwardsorum ankylozaurem, którego szczątki odkryto na terenie formacji Cloverly.

## Morfologia
Tatankacephalus był średniej wielkości ankylozaurem – całkowitą długość jego czaszki szacuje się na około 32 cm. Do cech charakterystycznych Tatankacephalus cooneyorum należy m.in. niesegmentowany, powiększony grzebień karkowy. Maksymalna szerokość czaszki wynosiła około 75% szacowanej długości czaszki – czaszka dłuższa niż szersza jest wśród tyreoforów cechą typową dla stegozaurów i nodozaurów, jednak występuje również u niektórych przedstawicieli Ankylosauridae, takich jak Gastonia i Shamosaurus. Szwy kości otaczających puszkę mózgową były połączone, co sugeruje, że osobnik, którego kości odnaleziono, osiągnął pełne rozmiary. Otwór wielki był zwrócony ku tyłowi i dołowi, co wskazuje, iż za życia Tatankacephalus trzymał głowę zwróconą lekko ku dołowi, podobnie jak m.in. Pawpawsaurus. Odkryto kilka zębów Tatankacaphalus, przypominających budową zęby prikonodona – dinozaura należącego prawdopodobnie do Nodosauridae. Odnaleziono także dwie niekompletne osteodermy, jednak niemożliwe jest ocenienie, z którego miejsca ciała pochodzą.

## Filogeneza
Według przeprowadzonej przez Williama Parsonsa i Kristen Parsons analizy filogenetycznej Tatankacephalus jest bazalnym ankylozaurydem spokrewnionym najbliżej z gastonią. Gastonia i Tatankacephalus tworzą klad siostrzany dla Tsagantegia oraz politomii obejmującej pinakozaury, talarura, Tianzhenosaurus, tarchię, sajchanię oraz klad, do którego należą Ankylosaurus i Euoplocephalus. Parsonsowie stwierdzili, iż Tatankacephalus znajduje się na drzewie filogenetycznym w pozycji pośredniej pomiędzy bardziej bazalnymi ankylozaurami a późnokredowymi przedstawicielami Ankylosauridae. Z kolei według analizy kladystycznej przeprowadzonej przez Richarda Thompsona i współpracowników (2012) Tatankacephalus był przedstawicielem Nodosauridae. Na drzewie ścisłej zgodności wygenerowanym na podstawie 4248 najbardziej oszczędnych drzew Tatankacephalus jest w nierozwikłanej politomii z wszystkimi innymi przedstawicielami Nodosauridae, natomiast na drzewie zgodności wygenerowanym metodą 50% majority rule consensus Tatankacephalus jest w nierozwikłanej politomii z gatunkiem "Polacanthus" rudgwickensis, kladem obejmującym rodzaje Polacanthus, Peloroplites, Gastonia, Gargoyleosaurus i Hoplitosaurus oraz z kladem obejmującym wszystkich pozostałych przedstawicieli Nodosauridae poza najbardziej bazalnymi rodzajami Anoplosaurus, Hylaeosaurus, Mymoorapelta i Antarctopelta.

## Historia odkryć
Podczas ekspedycji prowadzonych do Middle Dome Region odkryto liczne szczątki owodniowców – żółwia, przedstawicieli Crocodyliformes, cztery deinonychy, zęby dużego teropoda, przypominające te akrokantozaura, trzy niezidentyfikowane kręgi zauropodów, zęby podobne do zębów pleurocela, młodego i dorosłego tenontozaura, szczątki zauropelty oraz nowego dla nauki gatunku ankylozaura. Skamieniałości odkryto w czerwonych mułowcach, w dolnej partii formacji Cloverly, około kilometra na zachód od stanowiska, w którym odnaleziono szczątki mikrowenatora. We wczesnej kredzie było to środowisko lądowe, poprzecinane wolno płynącymi, meandrującymi strumykami. W 1996 odkryto pięć dużych fragmentów czaszki, zaś w latach 1997–1998 – kilka kości czaszki, niekompletne żebra i osteodermy należące do nieopisanego wcześniej ankylozaura. Wszystkie te szczątki odnaleziono w odległości nie większej niż trzy metry, nie odkryto także dwóch takich samych elementów, co sugeruje, że należą one do jednego osobnika. Gatunek ten został ostatecznie opisany w 2009 roku przez Kristen Parsons i Williama Parsonsa – nauczyciela pracującego w South Wales w stanie Nowy Jork oraz ilustratora związanego z Buffalo Museum of Science. Nazwa rodzajowa Tatankacephalus pochodzi od słów Tatanka, oznaczającego bizona w języku Oglala, oraz łacińskiego cephalus („głowa”) i odnosi się do zbliżonych proporcji czaszki bizona i Tatankacephalus. Nazwa gatunkowa cooneyorum honoruje rodzinę Johna Patricka Cooneya.